# Аменорея
Аменоре́я — отсутствие менструаций в течение 6 месяцев у женщины, у которой раньше был нормальный менструальный цикл; отсутствие менструации у девочек до 16 лет (первичная аменорея).
Аменорея — не самостоятельный диагноз, а симптом, указывающий на анатомические, биохимические, генетические, физиологические или психические нарушения. Частота вторичной аменореи — не менее 3 %. Аменорея может быть физиологической при определённых состояниях: менархе, беременность, лактация, менопауза.

## Классификация
Истинная аменорея: нет циклических изменений в яичниках, эндометрии и во всём организме, менструаций нет. Гормональная функция яичников резко снижена, половых гормонов для осуществления циклических изменений эндометрия недостаточно.
Ложная аменорея: отсутствие периодического выделения менструальной жидкости из влагалища при наличии циклических изменений в яичниках, матке и во всём организме (например, сплошная девственная плева, атрезия влагалища и шейки матки; кровь, выделяющаяся при менструациях, скапливается во влагалище гематокольпос, матке гематометра, трубах гематосальпинкс)
1. У многих девушек-подростков длительность аменореи составляет от 2 до 12 мес в течение первых 2 лет после менархе
2. Спонтанная менопауза может возникать у женщин уже после 30 лет.

Патологическая аменорея:
1. Первичная: отсутствие менструаций и других признаков полового созревания до 14 лет или отсутствие менструаций до 16 лет при наличии других признаков полового созревания
2. Вторичная: у менструировавшей ранее женщины не наступает менструация в течение 6 месяцев или в течение 3 месяцев при наличии в анамнезе олигоменореи[4].
3. Этиотропная классификация: аменорея нормогонадотропная (эугонадотропная), гипергонадотропная, гипогонадотропная.

I. Аменорея — отсутствие менструации в течение 3 месяцев и более.
II. Циклические изменения менструации
- гиперменорея (меноррагия)— увеличение количества крови во время наступившей в срок менструации при её нормальной продолжительности;
- гипоменорея — скудная менструация, наступающая в срок;
- полименорея — менструация длительностью более 7 дней с умеренным количеством крови;
- олигоменорея — короткая (1-2 дня), регулярно возникающая менструация с умеренным количеством крови;
- опсоменорея — редкая менструация с промежутками от 36 дней до 3 месяцев продолжительностью 3-5 дней с умеренным количеством крови;
- пройоменорея — укорочение длительности менструального цикла (менее 21 дня).

III. Маточные кровотечения (метроррагии)
- ановуляторные, возникающие в середину менструального цикла на фоне отсутствия овуляции — выхода яйцеклетки;
- ациклические (дисфункциональные), возникающие независимо от овуляции.

IV. Альгоменорея — болезненные менструации.
Дисменорея — болезненная менструация, сопровождающаяся общими вегетативно-невротическими расстройствами (неустойчивостью настроения, эмоций, учащенным сердцебиением, потливостью, тошнотой и/или рвотой, отсутствием аппетита и т. д.).

## Этиология
Первичная аменорея
1. Поражение гонад: синдром Тёрнера, синдром тестикулярной феминизации, синдром резистентных яичников, синдром Майер-Рокитанского-Кустер-Хаузера, аномалии развития матки и яичников
2. Внегонадная патология: гипопитуитаризм, гипогонадотропный гипогонадизм, задержка менархе, врожденная гиперплазия надпочечников
3. Нарушение проходимости входа во влагалище, влагалища, шеечного канала и полости матки.

Вторичная аменорея
1. Психогенная аменорея (стресс)
2. Гипоталамическая форма — аменорея на фоне похудения
3. Гипоталамо-гипофизарная форма
4. Гиперпролактинемия — функциональная и органическая формы
5. Гипогонадотропная
6. Послеродовой гипопитуитаризм (синдром Шиена)
7. Прекращение приёма пероральных контрацептивов
8. ЛС: пероральные глюкокортикоиды, даназол, аналоги гонадотропинрилизинг гормона, химиотерапевтические препараты
9. Декомпенсированные эндокринопатии: сахарный диабет, гипо- и гипертиреоз
10. Надпочечниковая форма
11. Постпубертатный адреногенитальный синдром
12. Вирилизирующая опухоль надпочечников
13. Яичниковая форма
14. Синдром истощения яичников
15. Синдром рефрактерных яичников
16. Вирилизирующие опухоли яичников
17. Синдром Ашермана (внутриматочные синехии)
18. Специфический эндометрит.

Генетические аспекты. Существует множество наследуемых заболеваний, сопровождаемых аменореей (например, недостаточность ароматазы).

## Факторы риска
1. Физические перегрузки
2. Нарушения питания (в том числе переедание и голодание)
3. Психоэмоциональный стресс.

## Клиническая картина
1. Отсутствие менструаций. При задержке менархе важно оценить степень развития вторичных половых признаков, состояние девственной плевы
2. Утрата фертильности
3. Вегетативная дисфункция
4. Ожирение — 40 % пациенток
5. Признаки дефеминизации, маскулинизации, дисфункций щитовидной железы или надпочечников и соматических нарушений
6. Признаки избытка андрогенов (повышенная жирность кожи, акне, гирсутизм).

## Лабораторные исследования
1. Тестирование на беременность (определение уровня ХГЧ в сыворотке крови)
2. Пролактин в плазме крови
  1. Нормальная концентрация пролактина (ниже 20 нг/мл) при наличии кровотечения после отмены прогестерона и при отсутствии галактореи исключает опухоль гипофиза
  2. При гиперпролактинемии необходимо обследование гипофиза
3. ФСГ и ЛГ
  1. Если причина аменореи — дисгенезия гонад, уровень ФСГ будет высоким (более 40мМЕ/мл). Необходимо исследовать кариотип для исключения Y-хромосомы
  2. Низкая концентрация ФСГ (ниже 5 мМЕ/мл) свидетельствует о гипофункции гипофиза, возможно, вследствие дисфункции гипоталамуса
  3. Увеличенное соотношение ЛГ/ФСГ (не меньше 2) — важный диагностический признак поликистоза яичников. Содержание ЛГ обычно повышено, а концентрация ФСГ — на нижней границе нормы
4. Т4, ТТГ
5. Глюкоза крови, тест на толерантность к глюкозе
6. Прогестероновая проба (10 мг/день медроксипрогестерона в течение 7-10 дней)
  1. Отрицательная: менструальноподобного кровотечения не возникает при отсутствии эстрогенного воздействия на эндометрий или при патологических изменениях эндометрия.
  2. Положительная: при ановуляции с сохранённой секрецией эстрогенов возникает кровотечение.

### Специальные исследования
1. Лапароскопия — показана для определения дисгенезии мюллеровых протоков и яичников, при подозрении на поликистоз яичников
2. УЗИ позволяет выявить кисты
3. Рентгенологическое исследование турецкого седла при подозрении на пролактиному
4. Оценка состояния эндометрия
5. Последовательное применение эстрогенов и прогестерона (по 2,5 мг/сут эстрогенов в течение 21 дня, а в последние 5 дней — по 20 мг/сут медроксипрогестерона)
6. Последующее кровотечение — признак гипо- или гипергонадотропной аменореи
7. Отсутствие кровотечения свидетельствует либо об аномалии половых путей, либо о наличии нефункционирующего эндометрия
8. Наличие нефункционирующего эндометрия может быть подтверждено при гистеросальпингографии или гистероскопии
9. Внутривенная пиелография необходима всем пациенткам с дисгенезией шеровых протоков, часто сочетающейся с аномалиями почек
10. Компьютерная томография, МРТ.

### Дифференциальная диагностика
1. Первый этап — выяснение первичного или вторичного характера аменореи
2. Второй этап — дифференциация причин, вызвавших аменорею в каждом конкретном случае (см. Этиология).

## Лечение

### Эугонадотропная аменорея
Эффективность лечения зависит от выявления этиологических факторов. Заместительную гормонотерапию начинают после 6 месяцев аменореи для предупреждения развития вследствие недостаточности эстрогенов остеопороза и гиперхолестеринемии.
1. Врождённые аномалии
  1. Рассечение заращённой девственной плевы или поперечной перегородки влагалища
  2. Создание искусственного влагалища при его отсутствии.
2. Приобретённые аномалии
  1. Выскабливание шеечного канала и полости матки с гистероскопией или без неё
  2. Введение в матку детского катетера-баллона Фолея или внутриматочных средств
  3. Применение антибиотиков широкого спектра действия в течение 10 дней для предупреждения инфицирования
  4. Циклическая гормонотерапия высокими дозами эстрогенов (10 мг/сут эстрогенов в течение 21 дня, 10 мг/сут медроксипрогестерона ежедневно в последние 7 дней цикла на протяжении 6 мес) для регенерации эндометрия.
3. Синдром поликистоза яичников. Две главные цели лечения — уменьшение выраженности симптомов избытка андрогенов и восстановление овуляции и фертильности. Достижение первой цели (например, противозачаточными средствами) может предшествовать достижению второй.
  1. Для ослабления симптомов избытка андрогенов
  2. Пероральные контрацептивы (сочетание эстрогенов с прогестином)
  3. Препараты глюкокортикоидов, например дексаметазон 0,5 мг на ночь (так как пик выброса АКТГ приходится на раннее утро)
  4. Спиронолактон 100мг 1-2р/сут (уменьшает синтез андрогенов в яичниках и надпочечниках и ингибирует связывание андрогенов с рецепторами волосяных луковиц и других мишеней)
  5. Эффекты гормональной терапии в отношении нежелательного роста волос на лице и теле редко наступают быстро (улучшение наблюдают не ранее чем через 3-6 мес). Часто необходимо искусственное удаление волос: выбривание, электролиз, химическая эпиляция.

При бесплодии
1. Кломифенцитрат, блокируя связывание эстрогена с рецепторами в клетках-мишенях (гипоталамус и гипофиз), стимулирует образование ЛГ и ФСГ. При назначении с 5 по 9 день цикла, индуцированного прогестероном, кломифенцитрат часто стимулирует созревание фолликулов и овуляцию
2. Гонадотропин менопаузный (обладает биоактивностью ФСГ и ЛГ) вводят парентерально ежедневно до повышения содержания эстрогенов в крови и выявления созревания фолликулов в яичниках с помощью УЗИ. Далее для стимуляции овуляции вводят ХГТ. Из-за риска гиперстимуляции яичников и возникновения многоплодной беременности подобную терапию проводят лишь при неэффективности других методов
3. Гонадорелин 0,1 мг в/в или п/к может вызвать овуляцию без гиперстимуляции яичников.
4. При хронической ановуляции и аномальном менструальном кровотечении — прогестин (например, 10 мг медроксипрогестерона ацетата в течение 10 дней каждые 1-3 мес) или циклическая терапия эстрогеном-прогестином. (прерывают персистирующую пролиферацию эндометрия).
5. При гипертекозе и андрогенсекретирующих опухолях яичников показана овариэктомия.
6. Врождённая гиперплазия коры надпочечников (адреногенитальный синдром)
7. Заместительная терапия гидрокортизоном для подавления секреции АКТГ и чрезмерного синтеза андрогенов
8. Заместительная терапия минералокортикоидами (например, дезоксикортикостерона ацетат) при сольтеряющей форме адреногенитального синдрома
9. Хирургическая коррекция аномалий наружных половых органов.

Гиперпролактинемия. При аменорее этого типа эффективной терапии нет.
1. Заместительная терапия эстрогенами показана при генетических нарушениях с целью формирования вторичных половых признаков (2,5 мг эстрогенов в течение 21 дня и медроксипрогестерона по 10 мг/сут ежедневно в последние 7 дней цикла). При назначении эстрогенов с прогестероном возникают регулярные менструальные кровотечения, но фертильность не достигается.
2. Бромокриптин рекомендуют больным с гиперпролактинемией при нормальном гипофизе или микроаденоме в непрерывном режиме от 2,5 до 7,5 мг/сут. Через 30-60 дней восстанавливается менструальный цикл, у 70-80 % пациенток при желании через 2-3 мес возникает беременность.
3. Хирургическое иссечение гонад, содержащих Y-хромосомы.

### Гипогонадотропная аменорея
Терапия зависит от заинтересованности пациентки в наступлении беременности.
1. Периодическую терапию прогестинами (медроксипрогестерон по 10 мг/сут в течение 5 дней каждые 8 нед) назначают женщинам, не заинтересованным в наступлении беременности.
2. В последнее время стимуляция овуляции и даже наступление беременности стали возможными при применении синтетических аналогов гонадолиберинов (при потенциально активном гипофизе).
3. Женщинам, желающим забеременеть, проводят стимуляцию овуляции с помощью кломифенцитрата или гонадотропинов.
4. Хирургическое лечение показано при опухолях ЦНС.
5. Лечение заболеваний щитовидной железы или надпочечников.

Противопоказания для применения эстрогенов
1. Беременность
2. Гиперкоагуляция и повышенная склонность к тромбообразованию
3. ИМ, инсульт в анамнезе
4. Эстрогензависимые опухоли
5. Выраженное нарушение функций печени.

Меры предосторожности
1. Следует соблюдать осторожность при назначении препаратов при сопутствующем сахарном диабете, эпилепсии или мигрени
2. Курение (особенно у женщин старше 35 лет) повышает риск развития тяжёлых побочных эффектов со стороны ССС и ЦНС, например ишемии мозга, приступов стенокардии, тромбофлебита, ТЭЛА

При применении эстрогенов возможны побочные эффекты: задержка жидкости в организме и тошнота, тромбофлебит и артериальная гипертёнзия.
Лекарственное взаимодействие
1. Барбитураты, фенитоин (дифенин), рифампицин ускоряют биотрансформацию прогестинов
2. Эстрогены замедляют метаболизм глюкокортикоидов, усиливая их терапевтические и токсические эффекты
3. Эстрогены ослабляют эффект пероральных антикоагулянтов.

Наблюдение зависит от причины аменореи, тактики лечения. Заместительную терапию рекомендуют прекратить через 6 мес для самостоятельного возобновления менструаций.

## Осложнения
- Признаки недостаточности эстрогенов, например приливы с ощущением жара, сухость влагалища
- Остеопороз при длительной аменорее с низким содержанием эстрогенов в крови.

Течение и прогноз зависят от причины аменореи. При гипоталамо-гипофизарной этиологии аменореи появление менструаций в течение 6 мес отмечено у 99 % пациенток, особенно после коррекции массы тела.

## Информация для пациентки
1. Необходимо сообщить пациентке об ожидаемой продолжительности аменореи (временная или постоянная), её влиянии на возможность иметь детей и описать отдалённые последствия нелеченой аменореи, обусловленной эндокринными нарушениями (например, остеопороз, сухость влагалища)
2. Необходимы рекомендации по контрацепции, поскольку оплодотворение яйцеклетки становится возможным до появления первой менструации.

Профилактика. Поддержание нормальной массы тела.